# Oude Pekela

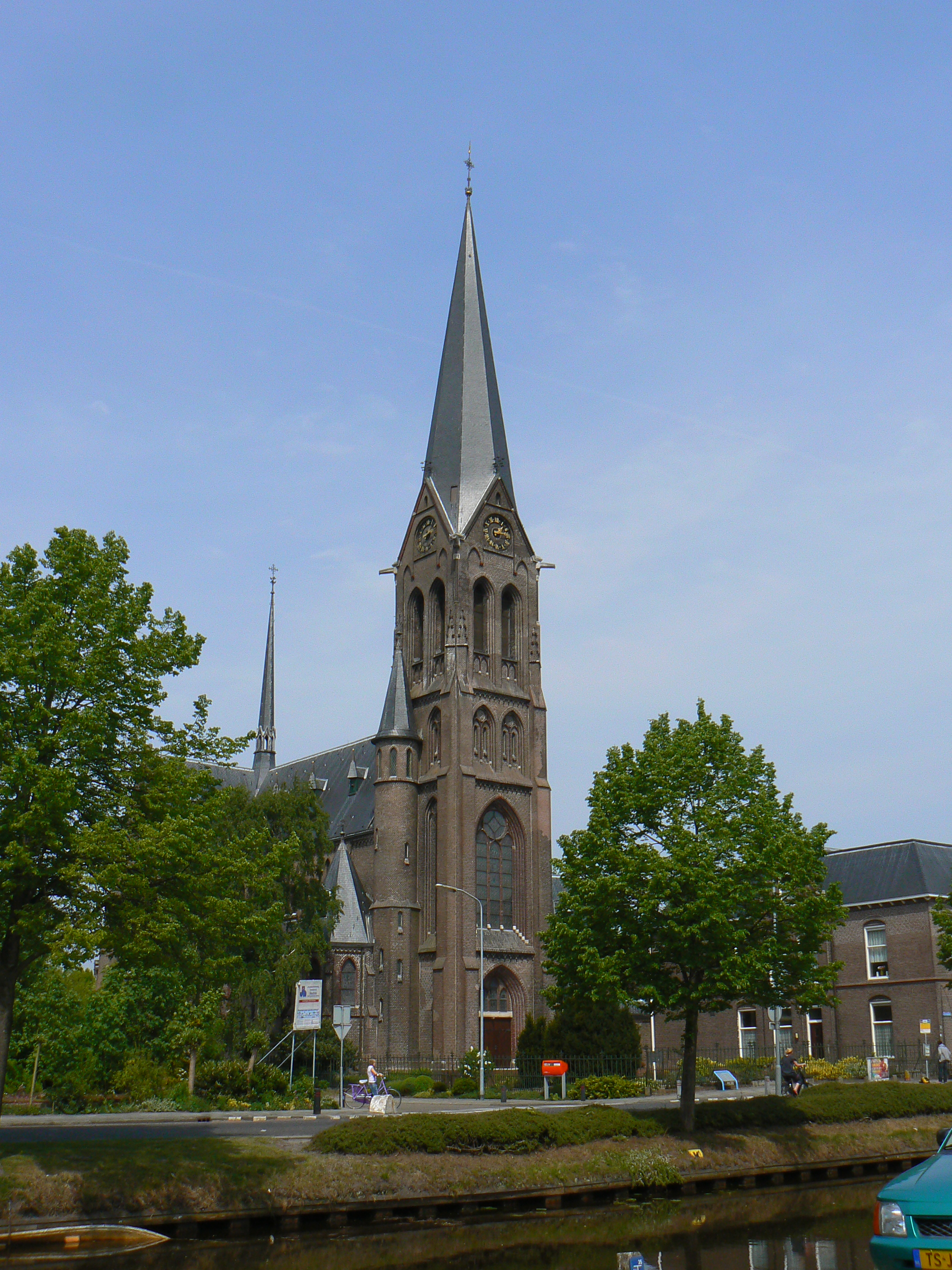
Oude Pekela: la Sint-Willibrorduskerk

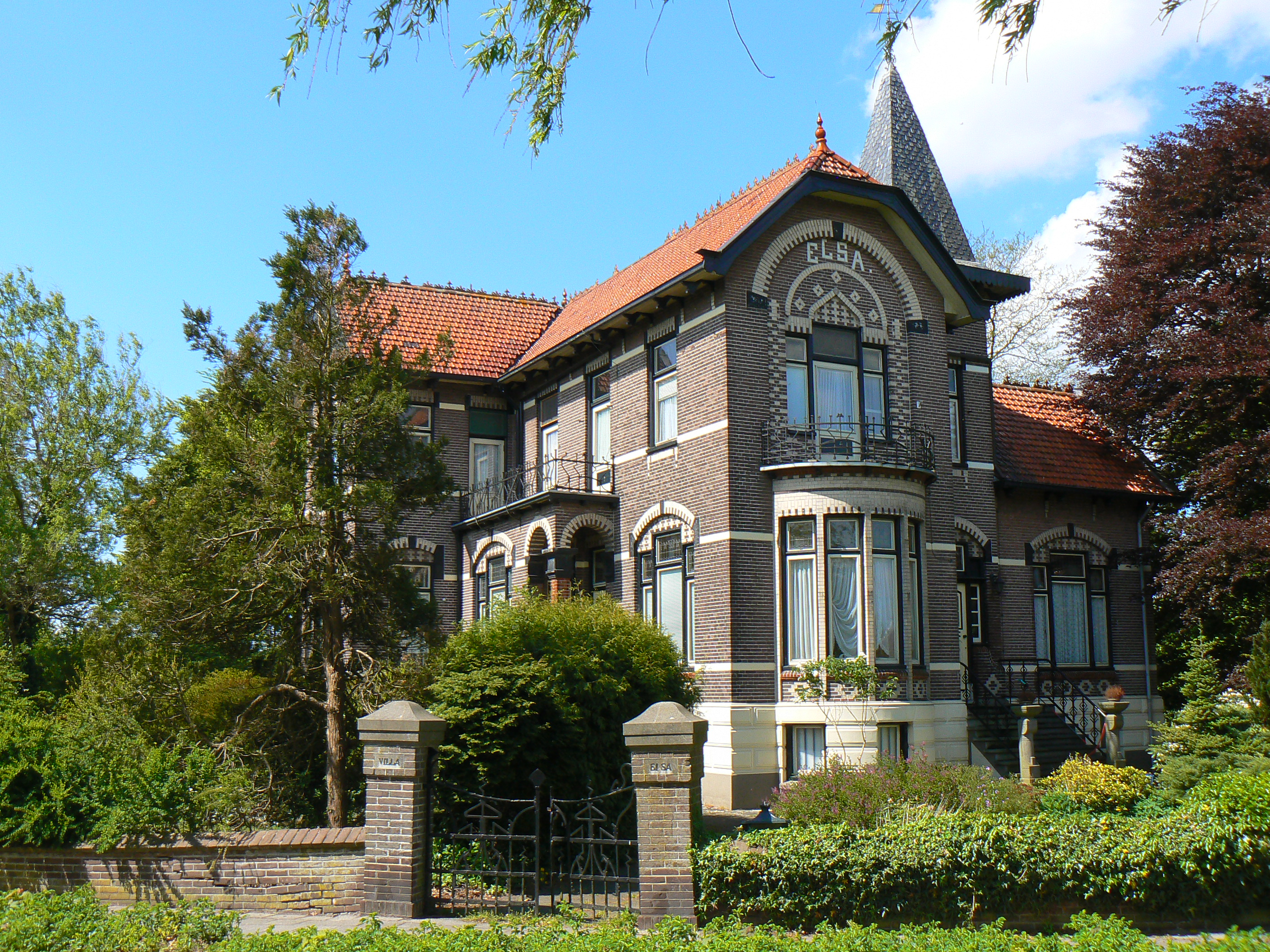
Edificio classificato come rijksmonument ad Oude Pekela

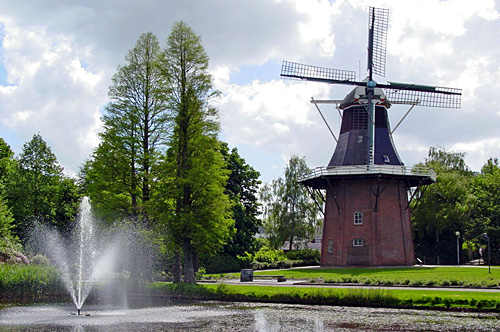
Oude Pekela: il mulino "De Onrust"

Oude Pekela (in Gronings: Olle Pekel o Ol Pekelè) una località di circa 8.000 abitanti del nord-est dei Paesi Bassi, facente parte della provincia di Groninga e situata nella regione di Veenkoloniën.  Dal punto di vista amministrativo, si tratta di ex-comune, dal 1990 inglobato nella nuova municipalità di Pekela, di cui è il capoluogo.

## Geografia fisica
Oude Pekela si trova nella parte sud-orientale della provincia di Groninga, a metà strada tra Winschoten e Nieuwe Pekela (rispettivamente a sud-ovest della prima e a nord-est della seconda).

## Origini del nome
Il nome del villaggio è derivato da quello di un fiume, il Pekel A, che un tempo sfociava nell'Eems.

## Storia
Il villaggio sorse alla fine del XVII secolo: nel 1599, l'area in cui sorse il villaggio, ricca di torbiere, era stata da una compagnia di Frisoni, guidata da Feiko Ales Clock; quest'area fu in seguito ceduta nel 1635 alla città di Groninga.
Agli inizi del XVIII secolo, il villaggio originario fu diviso in due villaggi distinti: Oude Pekela e Nieuwe Pekela.
|  |

### Simboli
Nello stemma di Oude Pekela è raffigurato un veliero su sfondo giallo.

## Monumenti e luoghi d'interesse
Oude Pekela vanta 9 edifici classificati come rijksmonumenten.

### Architetture religiose

#### Sint-Willibrorduskerk
Tra i principali edifici religiosi di Oude Pekela figura la Sint-Willibrorduskerk, situata nella Feiko Clockstraat e risalente al 1896.

#### Julianakapel
Altro edificio religioso è la Julianakapel, situata al nr. 20 della H. Hindersstraat e risalente al 1916.

### Architetture civili

#### Mulino "De Onrust"
Altro edificio d'interesse è il mulino "De Onrust", un mulino a vento situato nella Feiko Clockstraat e risalente al 1850.
|  |

#### Watertoren
Altro edificio d'interesse è la Watertoren, realizzata nel 1938 su progetto dell'architetto H.F Mertens.
|  |

## Società

### Evoluzione demografica
Al censimento del 2014, Oude Pekela contava una popolazione pari a 8.105 abitanti.

## Geografia antropica
Buurtschappen
- Bronsveen